# 小行星20338
小行星20338（20338 Elainepappas）是一颗绕太阳运转的小行星，为主小行星带小行星。该小行星于1998年4月21日发现。

## 轨道参数
小行星20338的轨道半长轴为2.9066354 UA，离心率为0.075。